# Mammillaria marksiana
Mammillaria marksiana är en kaktusväxtart som beskrevs av Krainz. Mammillaria marksiana ingår i släktet Mammillaria och familjen kaktusväxter. Inga underarter finns listade i Catalogue of Life.

## Bildgalleri

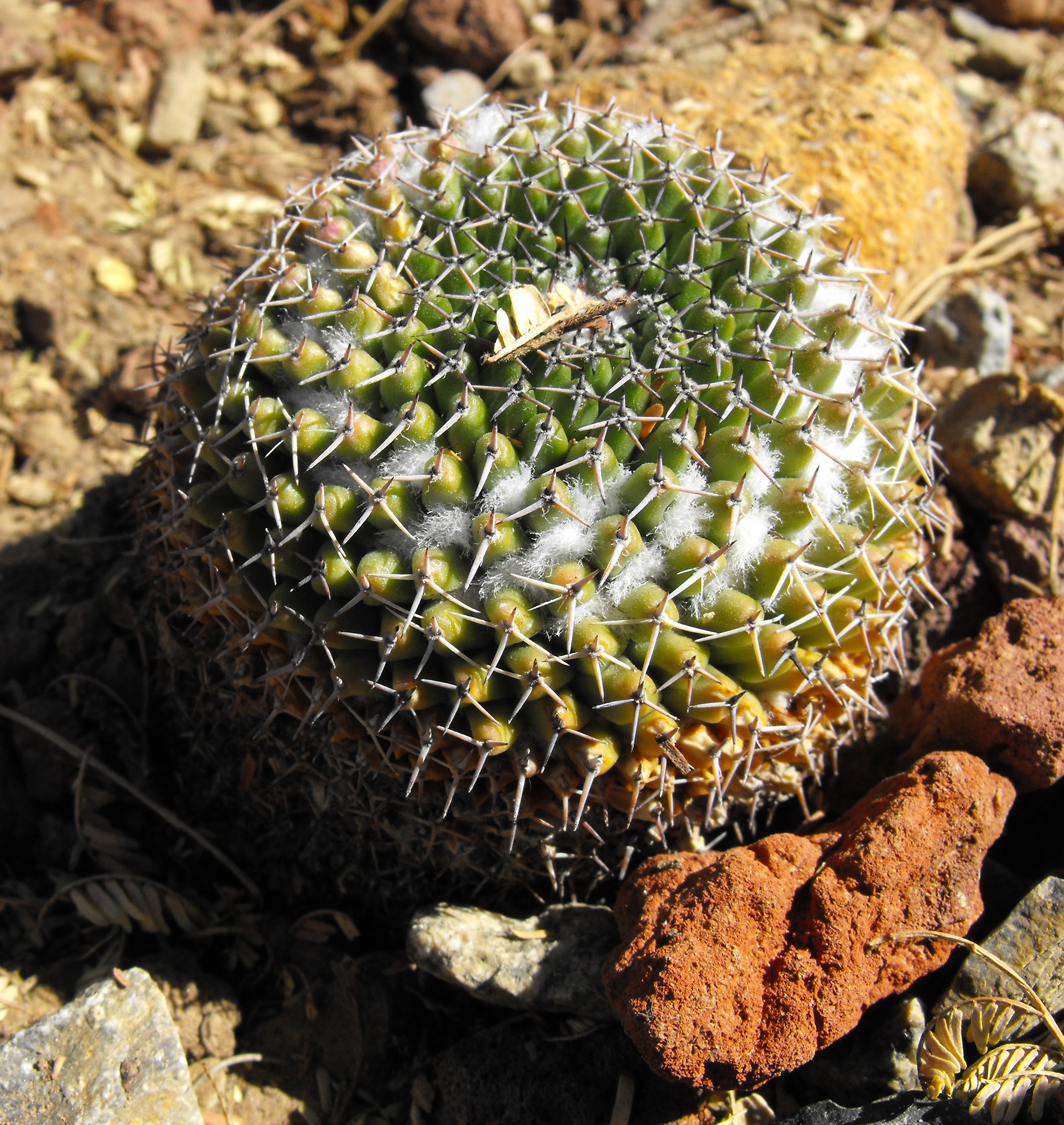
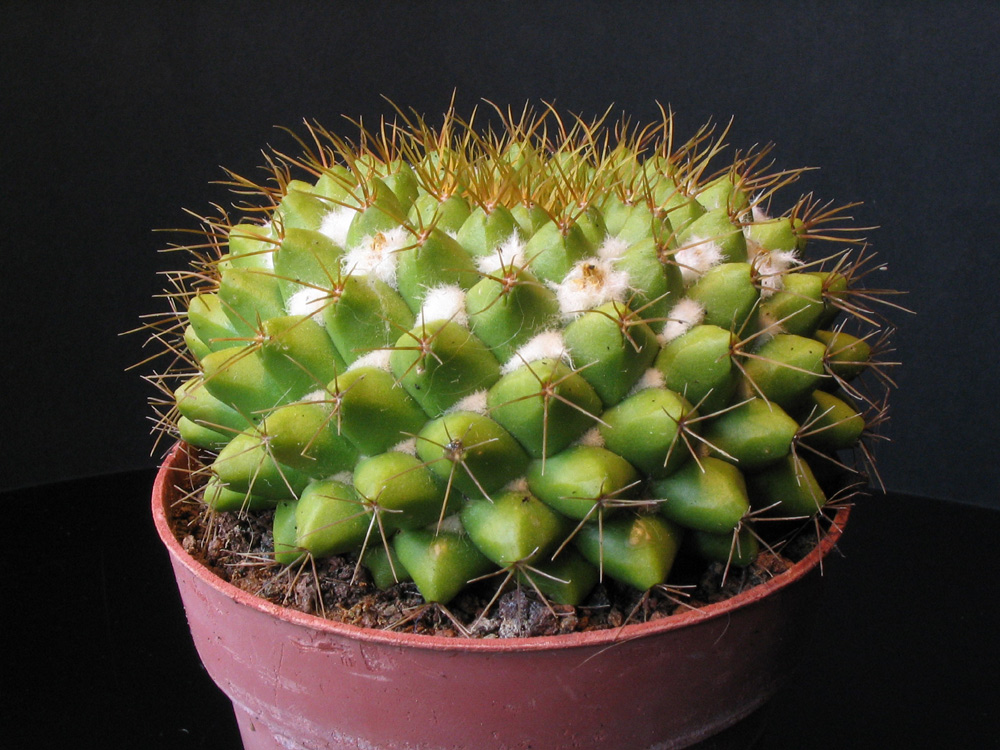
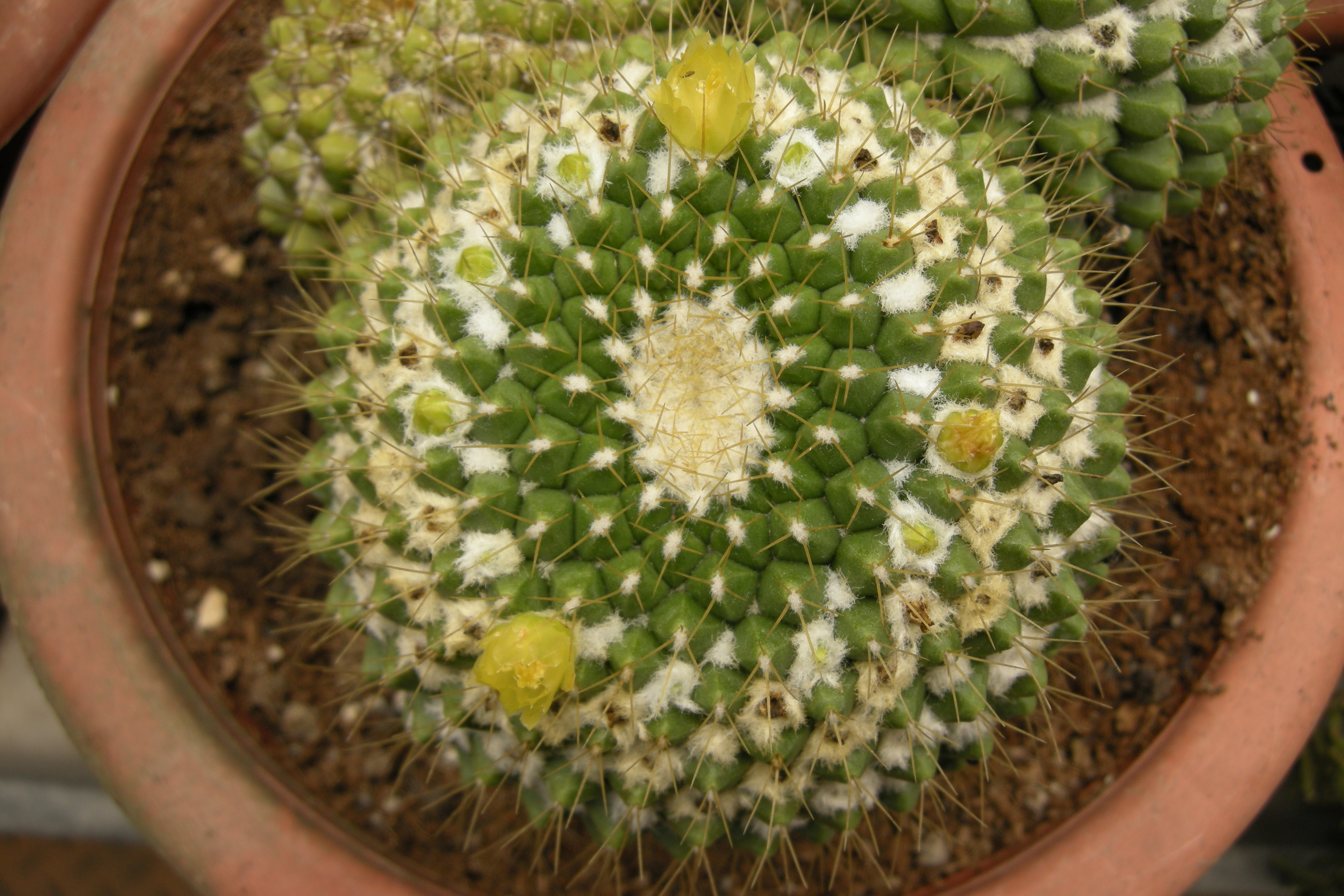
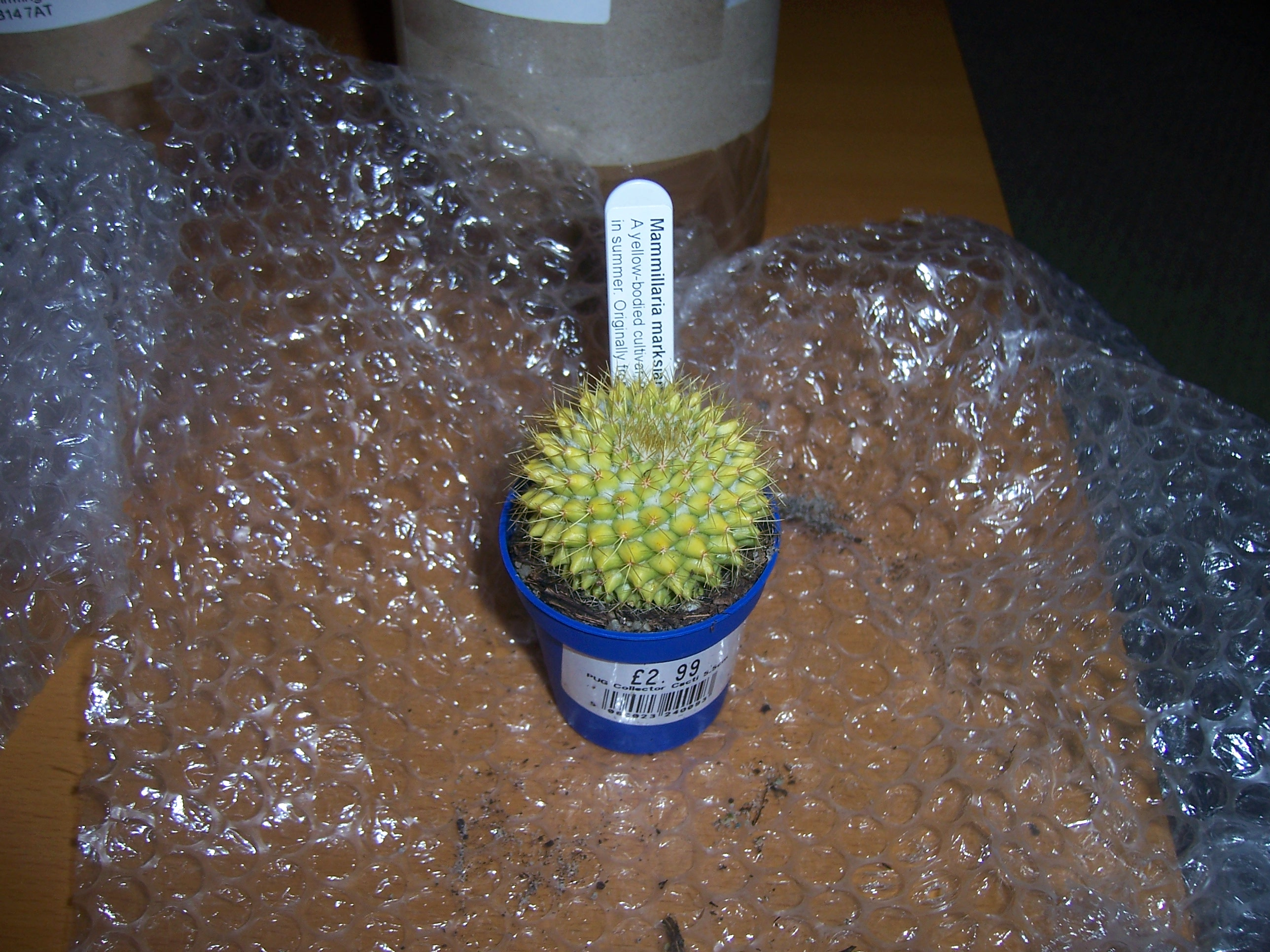